# Starożytny Teatr w Ochrydzie

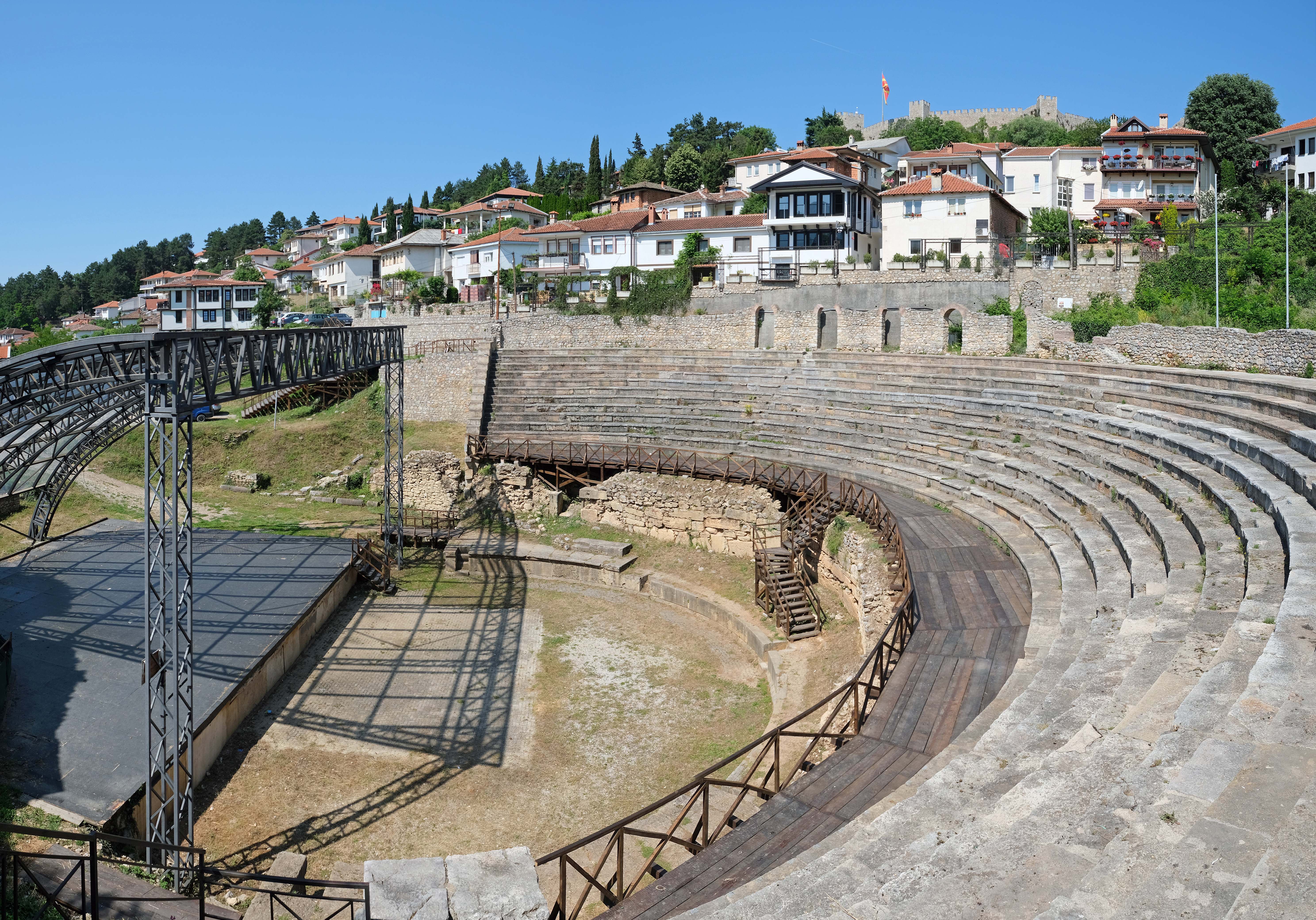
Antyczny Teatr w Ochrydzie

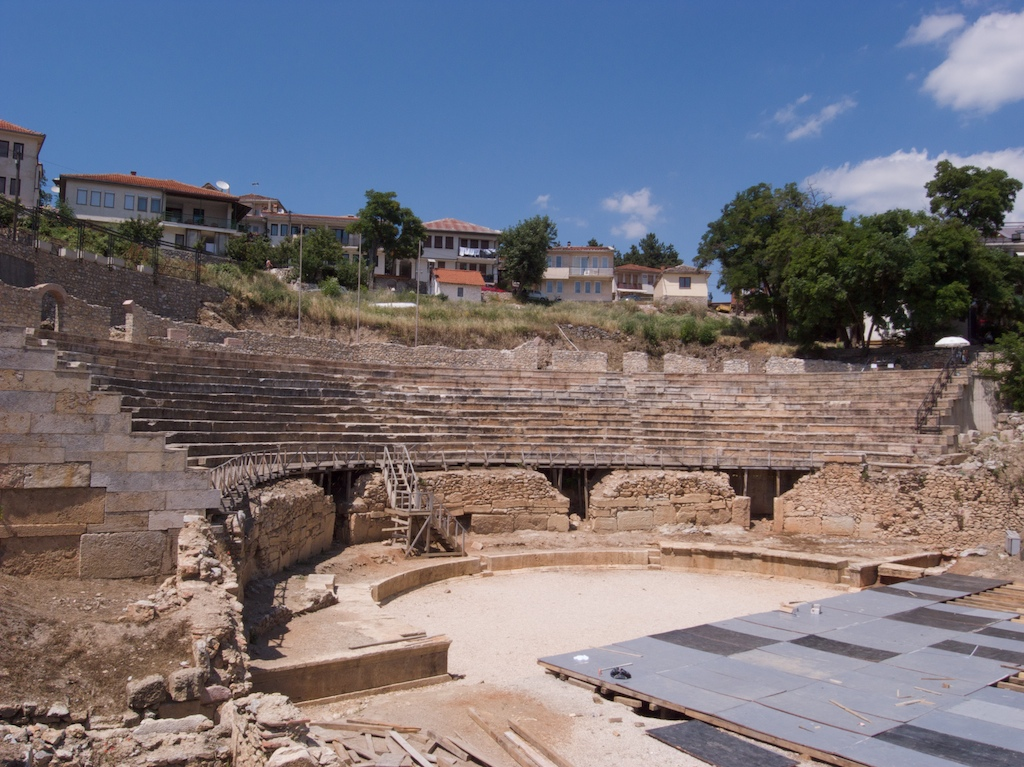

Starożytny Teatr w Ochrydzie – budowla pochodząca z okresu hellenistycznego, znajduje się w mieście Ochryda w Macedonii Północnej. Został zbudowany w 200 roku p.n.e. i jest jedynym teatrem tego typu w kraju, pozostałe trzy w Skupi, Stobi oraz antycznym mieście Heraklea Linkestis są z czasów rzymskich. Nie wiadomo jak wiele osób mieścił pierwotnie teatr, do dzisiejszych czasów zachowała się tylko część dolna. Otwarty teatr ma idealną lokalizację, otoczony dwoma wzgórzami chroniony jest przed wiatrem, który mógłby zakłócać akustykę podczas występów.
W czasach rzymskich, teatr był również wykorzystywany jako arena walk gladiatorów. Jakkolwiek, od kiedy teatr stał się również miejscem egzekucji chrześcijan przez Rzymian, gwałtownie zamienił się w miejsce nielubiane przez okolicznych mieszkańców. W efekcie, po upadku Cesarstwa Rzymskiego, teatr został opuszczony i doprowadzony do ruiny. Na szczęście większość budowli zachowała się, aby zostać przypadkowo odkrytą w 1980 roku. W czasie prac wokół okolicznych domów, znajdowano duże bloki kamienne z wyrzeźbionymi podobiznami greckiego boga Dionizosa i muz, doprowadziło to archeologów do przekonania, że w pobliżu musi być grecki teatr.
Od późnych lat osiemdziesiątych, teatr jest ponownie miejscem publicznych występów.  Odbywa się tam co roku festiwal Lato Ochrydzkie, w ramach którego prezentował się między innymi Teatr Bolszoj i José Carreras.